# Luigi Mannelli
Luigi Mannelli (Napels, 21 februari 1939 - 14 maart 2017) was een Italiaans waterpolospeler.
Luigi Mannelli nam als waterpoloër tweemaal deel aan de Olympische Spelen; in 1956 en 1960. In 1956 maakte hij deel uit van het Italiaanse team dat als vierde eindigde. Hij speelde een wedstrijd. Mannelli speelde in 1960 voor het Italiaanse team dat het goud wist te veroveren. Hij speelde twee wedstrijden en scoorde vier goals.
Cosimo Antonelli · 
Alfonso Buonocore · 
Enzo Cavazzoni · 
Maurizio D'Achille · 
Giuseppe D'Altrui · 
Frederico Dennerlein · 
Luigi Mannelli · 
Angelo Marciani · 
Paolo Pucci · 
Cesare Rubini · 
Rosario Parmegiani (R)
Amedeo Ambron · 
Danio Bardi · 
Giuseppe D'Altrui · 
Salvatore Gionta · 
Giancarlo Guerrini · 
Franco Lavoratori · 
Gianni Lonzi · 
Luigi Mannelli · 
Eraldo Pizzo · 
Rosario Parmegiani · 
Dante Rossi · 
Brunello Spinelli